# Баггер, Карл
Карл Кристиан Баггер (дат. Carl Christian Bagger, 11 мая 1807, Копенгаген — 25 октября 1846, Оденсе) — датский писатель и поэт. Незаконнорождённый сын сановника, провел всю жизнь в борьбе с нуждой, надорвавшей его силы и не давшей вполне развиться его дарованию, но оказавшей решающее влияние на творчество. Баггер был популярным лирическим поэтом, его поэзию называют «поэзией улиц», в ней звучат мотивы свободомыслия и отголоски революционных настроений.

## Биография и творчество
Его отец был главным судьёй в Копенгагене, Петер Кристиан Баггер (умер в 1810) из знатного рода, а мать работала в магазине в Vesterbro, Copenhagen.
Перед смертью его отец решил дать ему свою фамилию и права законного ребёнка, а также назначил над ним опекуном своего брата. Но опекун будучи морским офицером умер несколько лет спустя, а 7-летний мальчик стал жить в доме своей бабушки по отцовской линии, где старшие относились к нему с пренебрежением и насилием.
В 15 лет в 1822 году он начал учиться в академии Соро. Здесь он вскоре стал известен своими шаловливыми выходками и острым умом. В академии он познакомился с Хансом Кристианом Андерсеном, несмотря на свои очень разные натуры, их дружба была на всю жизнь.
Известностью пользуется его бытоописательный роман «Min Broders Levneted» («Жизнь моего брата. Рассказ Иоханнеса Харринга»), выпущенный им в 1835 году под псевдонимом Иоханнеса Харринга, и в котором отчасти изображена его собственная жизнь. Роман привлёк к себе всеобщее внимание натуралистическими описаниями быта городской богемы. Кроме того, ему принадлежат трагедия «Королева Христина» (1833) и 4 тома стихотворений и рассказов (1834—35—36—1845). Собрание его сочинений («Samlede Vaerker») вышло в свет в Копенгагене в 1865—66 годах.
Похоронен на кладбище в Оденсе.